# Bible Belt
Ne doit pas être confondu avec Bibelbältet.
 (mars 2018).

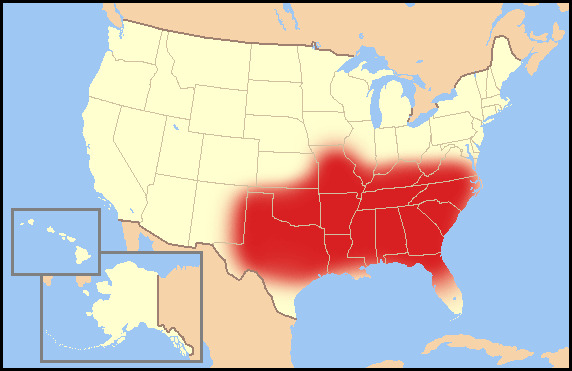
L'extension approximative de la Bible Belt, indiquée en rouge.

La Bible Belt, littéralement la ceinture de la Bible, est une zone géographique et sociologique des États-Unis dans laquelle vit un nombre élevé de personnes se réclamant d'un « protestantisme rigoriste », terme désignant le fondamentalisme chrétien dans la sphère américaine.
Le terme rappelle d'autres zones comme la Corn ou la Sun Belt, et permet d'identifier des parties de l'espace du pays par rapport à un trait commun sans citer les États qui y sont inclus. L'expression provient du journaliste et sociologue américain H. L. Mencken, qui la forgea au début des années 1920.
On a aussi pu parler de Bible Belt au Canada, en Irlande du Nord, aux Pays-Bas, où elle est appelée Bijbelgordel et dans certaines zones de l'Europe et de l'Océanie.

## Étendue
Géographiquement, elle correspond grossièrement aux États qui avaient été sécessionnistes : l'Alabama, l'Arkansas, la Caroline du Nord, la Caroline du Sud, la Géorgie, le Mississippi, le Tennessee et la Virginie, auxquels s'ajoutent le Missouri et le Kentucky (demeurés dans l'Union) et l'Oklahoma (pas encore un État durant la guerre de sécession et contrôlé par l'Union), ainsi que des parties de la Floride, de la Louisiane, de l'Illinois, de l'Indiana, de l'Ohio, de la Pennsylvanie, du Texas et de la Virginie-Occidentale.
Une grande partie de la région est située dans le sud du pays. Ce n'est pas pour des motifs religieux que cette région a été colonisée par les Européens (au contraire des colonies puritaines de Nouvelle-Angleterre), mais pour des raisons économiques (principalement pour la culture du tabac, du coton, et du riz). Cependant, une série de mouvements religieux a transformé au cours du XIXe siècle la culture de la région, qui est passée de l'anglicanisme à un protestantisme plus conservateur (surtout sous la dénomination baptiste).

## Spécificité

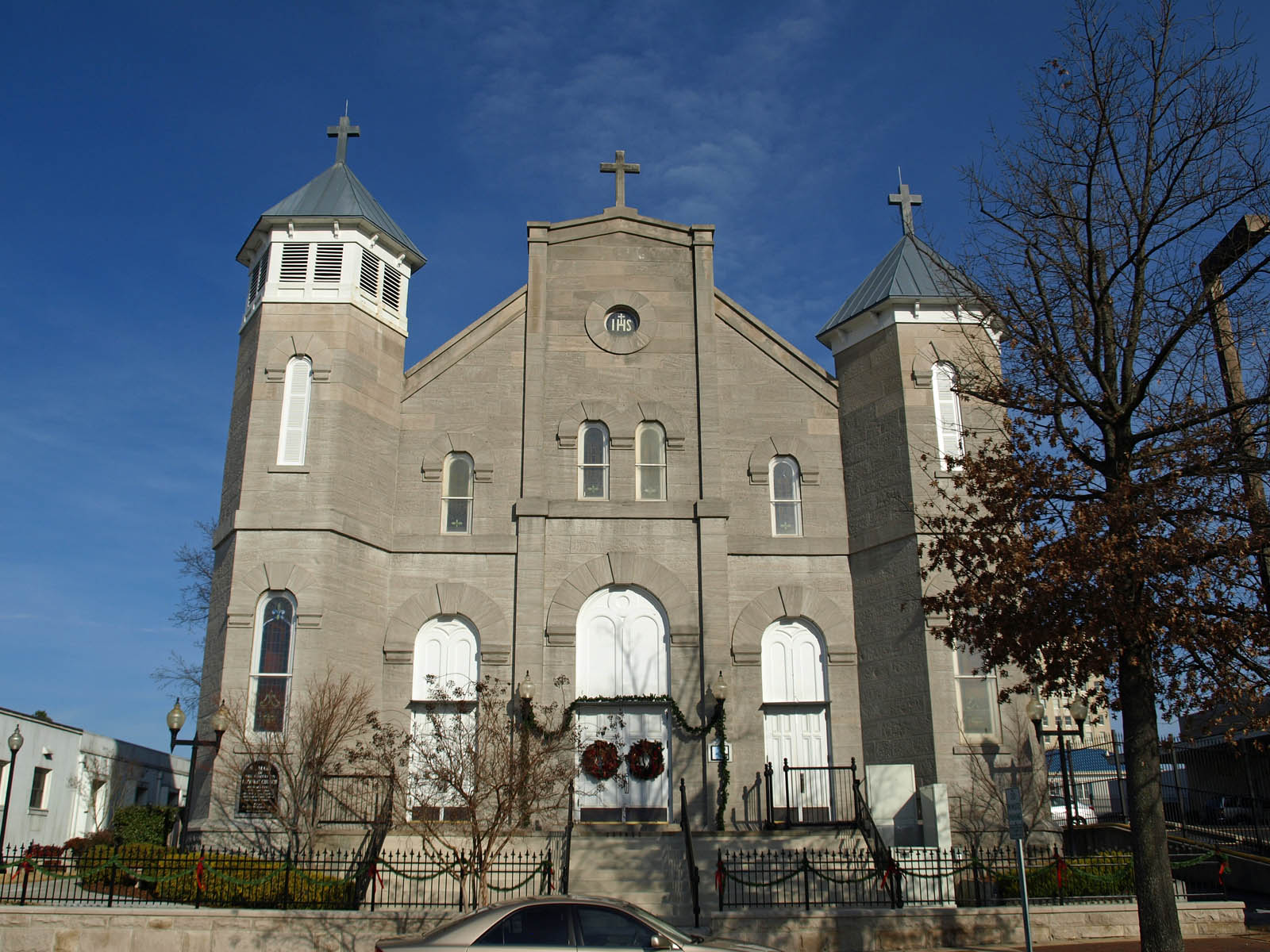
Église Sainte-Marie-de-la-Visitation de Huntsville, en Alabama.

Cette région se démarque des protestants modérés et des catholiques du Nord, de la diversité religieuse du Midwest, du corridor mormon de l'Utah et du Sud de l'Idaho, et de l'Ouest relativement moins confessionnel (dans l'État de Washington l'on compte 32 % de non-croyants, contre 9 % en Alabama).
La plus grande confession de la région est la Convention baptiste du Sud, de tendance conservatrice.
Dans la population d'origine européenne, une interprétation particulière sur la malédiction de Canaan du Livre de la Genèse (Genèse 9:25 à 27), a pu, avec les doctrines raciales de l'anthropologie du XIXe siècle, y justifier l'esclavage, la ségrégation et le Ku Klux Klan. Du côté de la population d'origine africaine, la région est la patrie du negro spiritual, de Martin Luther King et d'un grand nombre de pasteurs noirs moins connus que lui, mais tout aussi militants. La lutte pour l'émancipation et l'égalité, lutte tant idéologique que physique, s'est aussi déroulée sur le plan religieux, à l'intérieur de chaque confession.
Le fondamentalisme chrétien, l'interprétation littérale de la Genèse et la lecture de la Bible comme si c'était un livre de sciences naturelles et d'histoire, sont des points de convergence entre la majorité des Églises protestantes évangéliques du Bible Belt, qui font de cette région un puissant bastion du créationnisme, du néocréationnisme et du millénarisme dans le monde. Beaucoup de ces églises envoient dans le monde des missionnaires, notamment dans les régions où il existe encore des populations animistes (Asie du Sud-Est, Océanie, Amazonie, Afrique, etc.) et elles ont aussi essaimé en Amérique centrale et, entre autres, dans les Antilles (y compris françaises).
C'est dans cette région que naquit en mars 1966 une polémique célèbre, lorsqu'une station de radio de l'Alabama reprit les propos de John Lennon selon lesquels les Beatles étaient « plus populaires que Jésus ».